# Amphoropycnium philippinense
Amphoropycnium philippinense är en svampart som beskrevs av Bat. 1963. Amphoropycnium philippinense ingår i släktet Amphoropycnium, divisionen sporsäcksvampar och riket svampar.   Inga underarter finns listade i Catalogue of Life.